# Pierre Sylvain Dumon
Pour les articles homonymes, voir Dumon.
Pierre Sylvain Dumon, né le 14 février 1797 à Agen et mort le 24 février 1870 à Paris, est un homme politique français.

## Biographie
Pierre Sylvain Dumon fait ses études au lycée Napoléon à Paris avant de faire son droit et de s'inscrire au barreau en 1820. D'opinions très libérales, il plaide, sous la Restauration, dans l'affaire du complot de Saumur.
Le 27 mars 1831, il est élu député par le 1er collège électoral de Lot-et-Garonne (Agen) en remplacement de M. Teulon, démissionnaire (150 voix sur 269 votants et 549 inscrits contre 116 à M. de Lacuée Saint-Just). Il siège dans l'opposition libérale et vote l'adresse des 221.
Sous la monarchie de Juillet, il se voit offrir le poste d'avocat général à Agen, qu'il refuse. Réélu le 5 juillet 1831 (120 voix sur 198 votants et 253 inscrits contre 52 à M. de Lacuée Saint-Just), il est nommé conseiller d'État en service extraordinaire (1832). Soumis de ce chef à réélection, il est réélu le 12 novembre 1833 (156 voix sur 162 votants et 265 inscrits). Son mandat législatif lui est renouvelé successivement le 21 juin 1834 (148 voix sur 228 votants et 256 inscrits), le 4 novembre 1837 (149 voix sur 239 votants et 289 inscrits), le 2 mars 1839 (151 voix sur 235 votants et 291 inscrits), le 9 juillet 1842 (163 voix sur 254 votants et 309 inscrits contre 81 voix à Jacques Laffitte). Il a également été nommé conseiller général de Lot-et-Garonne en novembre 1831. 
Siégeant avec les doctrinaires, il parle contre la presse, défend l'hérédité de la pairie, soutient comme rapporteur le projet de réforme des lois pénales, vote pour la loi contre les associations, pour les lois de septembre, pour l'impôt sur le sucre indigène, pour la dotation du duc de Nemours, pour les fortifications de Paris, contre l'incompatibilité des fonctions et contre l'adjonction des capacités.
Guizot le fait nommer ministre des Travaux publics dans le troisième ministère Soult le 16 décembre 1843 en remplacement de Jean-Baptiste Teste, nommé à la Cour de cassation. De ce fait, Dumon est soumis à  réélection et ses électeurs lui renouvèlent leur confiance le 13 janvier 1844. Il est réélu le 1er août 1846 (207 voix sur 212 votants et 301 inscrits). 
Ayant investi une grande partie de sa fortune personnelle dans des entreprises ferroviaires, en particulier la Paris-Lyon-Méditerranée, il est, comme ministre, vigoureusement opposé à l'exploitation des chemins de fer par l'État. Naturellement très hostile à l’étatisation de celles-ci, il favorise ainsi le monopole des grandes compagnies, ce qui lui vaut de violentes attaques de l'opposition.
Lors du remaniement ministériel du 9 mai 1847, il prend le portefeuille des Finances, qu'il conserve dans le ministère Guizot.
La Révolution de 1848 met fin à sa carrière politique. Après l’abdication et la fuite de Louis-Philippe, il quitte, comme Guizot, la France, craignant un procès des ministres comme en 1830, pour se réfugier en Angleterre. Rentré en France après l’élection à la présidence de la République de Louis-Napoléon Bonaparte, fin décembre 1848, il s’installe à Agen, retournant de temps à autre en Angleterre visiter la famille royale.
Il est élu membre de l'Académie des sciences morales et politiques en 1866.

## Distinctions
- Grand officier de la Légion d'honneur. Chevalier de la Légion d'honneur depuis 1834, il fut élevé à la dignité de grand officier le 29 avril 1846.